# Mistrzostwa Europy w Kajakarstwie 2001
14. Mistrzostwa Europy w kajakarstwie odbyły się w dniach 19–22 lipca 2001 w Mediolanie.
Rozegrano 18 konkurencji męskich i 9 kobiecych. Mężczyźni startowali w kanadyjkach jedynkach (C-1), dwójkach (C-2) i czwórkach (C-4) oraz w kajakach jedynkach (K-1), dwójkach (K-2) i czwórkach (K-4), zaś kobiety w kajakach jedynkach, dwójkach i czwórkach. Po raz pierwszy kobiety rywalizowały w czwórkach na dystansie 1000 metrów. 
Pierwsze miejsce w klasyfikacji medalowej wywalczyli reprezentanci Węgier.

## Medaliści

### Mężczyźni

#### Kanadyjki
| Konkurencja: | Złoto:                                                                                | Rezultat | Srebro:                                                                       | Rezultat | Brąz:                                                                                 | Rezultat |
| C-1 200 m    | Dmytro Sablin                                                                         | 41,257   | Maksim Opalew                                                                 | 41,397   | Andreas Dittmer                                                                       | 41,445   |
| C-1 500 m    | György Kolonics                                                                       | 1:50,284 | Andreas Dittmer                                                               | 1:50,408 | Maksim Opalew                                                                         | 1:51,944 |
| C-1 1000 m   | Andreas Dittmer                                                                       | 3:52,858 | György Kolonics                                                               | 3:53,578 | Martin Doktor                                                                         | 3:57,210 |
| C-2 200 m    | Rumunia · Ionel Averian · Mikhail Vartolemei                                          | 37,885   | Polska · Daniel Jędraszko · Paweł Baraszkiewicz                               | 38,149   | Węgry · Imre Feil · György Kozmann                                                    | 38,329   |
| C-2 500 m    | Rumunia · Mitică Pricop · Florin Popescu                                              | 1:42,892 | Rosja · Aleksandr Kowalow · Aleksandr Kostogłod                               | 1:43,764 | Hiszpania · José Alfredo Bea · David Mascató                                          | 1:44,212 |
| C-2 1000 m   | Rumunia · Mitică Pricop · Florin Popescu                                              | 3:36,320 | Hiszpania · José Alfredo Bea · David Mascató                                  | 3:36,724 | Rosja · Aleksandr Kowalow · Aleksandr Kostogłod                                       | 3:37,052 |
| C-4 200 m    | Czechy · Petr Procházka · Jan Břečka · Karel Kožíšek · Petr Fuksa                     | 33,832   | Rumunia · Mitică Pricop · Florin Popescu · Mikhail Vartolemei · Ionel Averian | 34,364   | Polska · Paweł Baraszkiewicz · Daniel Jędraszko · Andrzej Jezierski · Michał Gajownik | 34,508   |
| C-4 500 m    | Rosja · Konstantin Fomiczow · Władisław Połzunow · Władimir Ładosza · Andriej Kabanow | 1:32,550 | Rumunia · Iosif Anisim · Florin Popescu · Ionel Averian · Mikhail Vartolemei  | 1:32,582 | Polska · Marcin Kobierski · Marcin Grzybowski · Adam Ginter · Roman Rynkiewicz        | 1:33,894 |
| C-4 1000 m   | Rosja · Konstantin Fomiczow · Roman Kruglakow · Władimir Ładosza · Aleksiej Wołkonski | 3:16,879 | Węgry · György Zala · Gábor Ivan · Béla Belicza · György Kozmann              | 3:18,175 | Polska · Michał Gajownik · Andrzej Jezierski · Adam Ginter · Roman Rynkiewicz         | 3:18,799 |

#### Kajaki
| Konkurencja: | Złoto:                                                                        | Rezultat | Srebro:                                                                       | Rezultat | Brąz:                                                                                      | Rezultat |
| K-1 200 m    | Ronald Rauhe                                                                  | 36,063   | Vince Fehérvári                                                               | 36,459   | Pavel Hottmar                                                                              | 36,627   |
| K-1 500 m    | Ákos Vereckei                                                                 | 1:39,505 | Micha’el Kolganow                                                             | 1:39,949 | Emilio Merchán                                                                             | 1:41,053 |
| K-1 1000 m   | Lutz Liwowski                                                                 | 3:30,238 | Ákos Vereckei                                                                 | 3:30,658 | Eirik Verås Larsen                                                                         | 3:30,922 |
| K-2 200 m    | Niemcy · Ronald Rauhe · Tim Wieskötter                                        | 32,832   | Węgry · Vince Fehérvári · Róbert Hegedűs                                      | 32,880   | Polska · Marek Twardowski · Adam Wysocki                                                   | 32,988   |
| K-2 500 m    | Niemcy · Ronald Rauhe · Tim Wieskötter                                        | 1:29,868 | Węgry · Krisztián Bártfai · Krisztián Veréb                                   | 1:30,488 | Polska · Marek Twardowski · Adam Wysocki                                                   | 1:30,520 |
| K-2 1000 m   | Norwegia · Nils Olav Fjeldheim · Eirik Verås Larsen                           | 3:14,382 | Węgry · Krisztián Bártfai · Krisztián Veréb                                   | 3:14,634 | Niemcy · Marc Westphalen · Marco Herszel                                                   | 3:16,130 |
| K-4 200 m    | Węgry · Vince Fehérvári · István Beé · Gábor Horváth · Róbert Hegedűs         | 30,709   | Rosja · Roman Zarubin · Dienis Turczenkow · Jewgienij Sałachow · Oleg Gorobij | 31,253   | Rumunia · Vasile Curuzan · Marian Băban · Geza Magyar · Romică Șerban                      | 31,301   |
| K-4 500 m    | Rosja · Roman Zarubin · Dienis Turczenkow · Aleksandr Iwanik · Andriej Tissin | 1:20,305 | Słowacja · Richard Riszdorfer · Michal Riszdorfer · Erik Vlček · Juraj Bača   | 1:21,057 | Białoruś · Alaksiej Skurkowski · Alaksiej Abałmasau · Raman Piatruszenka · Wadzim Machnieu | 1:21,933 |
| K-4 1000 m   | Słowacja · Richard Riszdorfer · Michal Riszdorfer · Erik Vlček · Juraj Bača   | 2:53,307 | Niemcy · Andreas Ihle · Mark Zabel · Björn Bach · Stefan Ulm                  | 2:53,471 | Białoruś · Alaksiej Skurkowski · Alaksiej Abałmasau · Raman Piatruszenka · Wadzim Machnieu | 2:54,883 |

### Kobiety

#### Kajaki
| Konkurencja: | Złoto:                                                                            | Rezultat | Srebro:                                                                            | Rezultat | Brąz:                                                                              | Rezultat |
| K-1 200 m    | Szilvia Szabó                                                                     | 42,336   | Elżbieta Urbańczyk                                                                 | 42,348   | Katrin Wagner                                                                      | 43,448   |
| K-1 500 m    | Katalin Kovács                                                                    | 1:51,163 | Josefa Idem                                                                        | 1:51,375 | Katrin Wagner                                                                      | 1:53,015 |
| K-1 1000 m   | Josefa Idem                                                                       | 3:54,190 | Katalin Kovács                                                                     | 3:54,858 | Katrin Wagner                                                                      | 3:55,810 |
| K-2 200 m    | Hiszpania · Beatriz Manchón · Sonia Molanes                                       | 38,405   | Węgry · Kinga Dékány · Erzsébet Viski                                              | 38,593   | Polska · Aneta Pastuszka · Beata Sokołowska                                        | 39,145   |
| K-2 500 m    | Węgry · Szilvia Szabó · Kinga Bóta                                                | 1:41,307 | Hiszpania · Beatriz Manchón · Sonia Molanes                                        | 1:42,511 | Białoruś · Natalla Bandarenka · Alesia Bakunawa                                    | 1:43,911 |
| K-2 1000 m   | Niemcy · Manuela Mucke · Nadine Opgen-Rhein                                       | 3:38,419 | Polska · Beata Sokołowska · Joanna Skowroń                                         | 3:39,507 | Węgry · Krisztina Fazekas · Ágnes Szabó                                            | 3:39,555 |
| K-4 200 m    | Węgry · Kinga Dékány · Krisztina Fazekas · Erzsébet Viski · Kinga Bóta            | 36,115   | Hiszpania · María Isabel García · Belén Sánchez · Teresa Portela · Ana María Penas | 36,315   | Polska · Karolina Sadalska · Aneta Pastuszka · Dorota Kuczkowska · Joanna Skowroń  | 36,831   |
| K-4 500 m    | Węgry · Katalin Kovács · Szilvia Szabó · Erzsébet Viski · Kinga Bóta              | 1:34,094 | Niemcy · Manuela Mucke · Anett Schuck · Katrin Wagner · Nadine Opgen-Rhein         | 1:35,714 | Hiszpania · María Isabel García · Belén Sánchez · Teresa Portela · Ana María Penas | 1:35,834 |
| K-4 1000 m   | Ukraina · Inna Osypenko · Tetiana Semykina · Hanna Bałabanowa · Natalia Feklisowa | 3:22,528 | Białoruś · Alena Bieć · Natalla Bandarenka · Alesia Bakunawa · Swiatłana Wakuła    | 3:22,636 | Węgry · Kinga Dékány · Eszter Rasztótzky · Katalin Móni · Ágnes Szabó              | 3:23,304 |

## Klasyfikacja medalowa
| Miejsce | Państwo   | Złoto | Srebro | Brąz | Razem |
| ------- | --------- | ----- | ------ | ---- | ----- |
| 1       | Węgry     | 8     | 9      | 3    | 20    |
| 2       | Niemcy    | 6     | 3      | 5    | 14    |
| 3       | Rosja     | 3     | 3      | 2    | 8     |
| 4       | Rumunia   | 3     | 2      | 1    | 6     |
| 5       | Ukraina   | 2     | 0      | 0    | 2     |
| 6       | Hiszpania | 1     | 3      | 3    | 7     |
| 7       | Słowacja  | 1     | 1      | 0    | 2     |
| 7       | Włochy    | 1     | 1      | 0    | 2     |
| 9       | Czechy    | 1     | 0      | 2    | 3     |
| 10      | Norwegia  | 1     | 0      | 1    | 2     |
| 11      | Polska    | 0     | 3      | 7    | 10    |
| 12      | Białoruś  | 0     | 1      | 3    | 4     |
| 13      | Izrael    | 0     | 1      | 0    | 1     |
|         | Razem     | 27    | 27     | 27   | 81    |